# ميخائيل كونينيونيز
ميخائيل كونينيونيز هو لاعب كرة قدم إكوادوري في مركز الوسط، ولد في 21 يونيو 1984 في سانتو دومينغو في الإكوادور. شارك مع منتخب الإكوادور لكرة القدم. أما مع النوادي، فقد لعب مع إل. دي. يو. كيتو وسوسيداد ديبورتيفو كيتو ونادي برشلونة ونادي ديبورتيفو إل ناسيونال ونادي سانتوس.

## وصلات خارجية
- ميخائيل كونينيونيز على موقع قاعدة بيانات كرة القدم.إي يو (الإنجليزية)
- ميخائيل كونينيونيز على موقع Soccerway.com (الإنجليزية)